# 超级中国人世界
《超级中国人世界》是一款由Culture Brain公司制作和发行的清版动作游戏。游戏于1991年11月28日在日本地区超级任天堂发行。
在单人游戏中，玩家控制着角色叫做Jack。另一个人物为Ryu，玩家可以进行切换。
本游戏为经典的角色扮演游戏与动作游戏结合，玩家控制的主角会在世界地图上随机碰到敌人。在横向卷轴的战斗中，玩家可以跳跃、击打和投掷敌人。